# Patrulha Muçulmana
Um grupo de justiceiros que se autodenominavam "patrulha muçulmana", patrulhavam as ruas de East London de 2013 a 2014. Os indivíduos eram jovens muçulmanos sunitas, membros de uma organização que se autodenominava "Projeto Sharia". No início de 2013, vídeos de suas atividades, filmados por membros da patrulha, foram enviados on-line: eles mostravam membros encapuzados enfrentando os transeuntes e exigindo que eles se comportassem de uma maneira islâmica. Eles se dirigiam a prostitutas, pessoas que consumiam bebidas alcoólicas, casais que estavam de mãos dadas, mulheres que eles consideravam estar vestidas indecentemente e intimidavam outras pessoas que eles consideravam gays. Cinco homens foram detidos em janeiro de 2013 como parte de uma investigação sobre a gangue. Em dezembro de 2013, três deles se declararam culpados de tumulto, e foram posteriormente presos.
A comunidade muçulmana da Mesquita de East London condenou as patrulhas como "absolutamente inaceitáveis". Em resposta aos ataques, a organização nacionalista Britain First estabeleceu "Patrulhas Cristãs".

## Vídeos online, 2013
Um vídeo enviado ao YouTube pela gangue, "A verdade sobre a noite de sábado", foi exibido mais de 42 mil vezes.  Nele, a gangue confronta as pessoas, gritando "esta é uma área muçulmana" para elas. Os homens encapuzados são vistos forçando as pessoas a esvaziar suas bebidas alcoólicas e instruindo um grupo de mulheres que "elas precisam proibir-se de se vestir assim e se exporem fora da mesquita".
Um segundo vídeo, começando com um logotipo dizendo "O Islã vai dominar o mundo", mostrou a gangue gritando de forma abusiva e homofóbica contra um homem que estava andando em Whitechapel. A gangue gritou para o homem que parecia estar usando maquiagem que ele estava "em uma área muçulmana vestido como uma bicha" e que deveria sair. Um membro da gangue ordena ao homem: "Saia daqui rápido. Você é um homem sujo". Após a vítima dizer que é homossexual, é repetidamente solicitado a ela dizer que está "suja".
Seu último vídeo contou com a gangue dizendo: "Estamos chegando para implementar o Islã em seus próprios pescoços. As patrulhas muçulmanas nunca podem ser detidas".
Os vídeos foram removidos do YouTube em janeiro de 2013 porque violavam as políticas do site sobre assédio, intimidação e comportamento ameaçador.
A Scotland Yard investigou os vídeos e a Polícia Metropolitana intensificou as patrulhas em East London. Um porta-voz da polícia disse que eles estavam em contato com "líderes comunitários locais e pessoas influentes, empresas locais e a autoridade local sobre o assunto e o que poderia ser feito". Cinco homens foram presos depois.

## Condenação

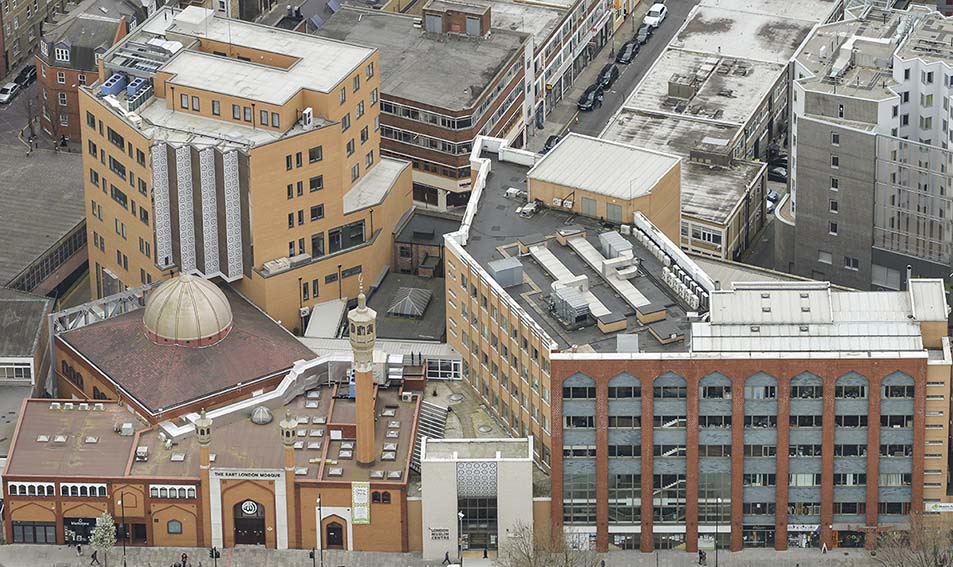
A Mesquita de East London, em Whitechapel, condenou as patrulhas, considerando-as divisoras para a comunidade local

A Mesquita de East London condenou as patrulhas como "absolutamente inaceitáveis e claramente projetadas para alimentar as tensões e semear a discórdia". Eles disseram que a mesquita estava "empenhada em construir cooperação e harmonia entre todas as comunidades neste bairro".
O grupo de direitos dos homossexuais Stonewall disse: "Este incidente é mais um lembrete do abuso homofóbico que os gays enfrentam com demasiada frequência".

## Origem das patrulhas
Os patrulheiros presos eram membros do Projeto Sharia. O co-fundador da organização, Abu Rumaysah, disse à imprensa que os homens presos seriam bem recebidos de volta apesar de suas condenações no Tribunal Criminal Central. Um funcionário da Mesquita de East London, falando das patrulhas, identificou o Projeto Sharia como "fortemente ligado" ao grupo Al-Muhajiroun de Anjem Choudary. Vários relatos da mídia identificaram desde então as patrulhas da Sharia como parte de uma rede de seguidores de Anjem Choudary.
O próprio Choudary aceitou as patrulhas da Sharia, ele falou em público antes de vários apoiadores ficarem conhecidos por participarem dessas patrulhas, inclusive em reuniões realizadas no início de 2014, e elogiou como "louváveis" as ações dos membros condenados da patrulha da Sharia.

## Condenação e sentença
O Tribunal Criminal Central ouviu provas relativas a incidentes envolvendo a patrulha ocorrida em Shoreditch, Bethnal Green, e fora da Mesquita de East London, onde foram feitos vídeos de membros da patrulha que intimidavam membros do público à noite quando a mesquita era fechada. A patrulha teve como alvo um casal heterossexual em Bethnal Green, de mãos dadas, gritando para que parassem porque estavam em "uma área muçulmana". Apenas algumas semanas depois, a patrulha pegou cinco amigos que estavam bebendo na rua porque era "a terra de Alá"; o convertido muçulmano Jordan Horner, de 19 anos, ameaçou esfaquear os homens, enquanto um dos membros da patrulha gritava "matem os não-crentes".
Três dos membros da patrulha foram condenados em novembro e sentenciados em 6 de dezembro de 2013. Jordan Horner, que usa o nome islâmico Jamaal Uddin, se declarou culpado de duas acusações de agressão e duas acusações de uso de palavras e comportamentos ameaçadores, e foi condenado a 68 semanas de prisão. Ricardo MacFarlane, de 36 anos, que se declarou inocente, foi condenado a um ano por tumulto e dois anos por usar palavras e comportamentos ameaçadores. Royal Barnes, de 23 anos, que aguardava julgamento adicional por vídeos ofensivos sobre Lee Rigby e, portanto, não pôde ser identificado na época, se declarou culpado e recebeu uma sentença de seis meses por tumulto.
Em fevereiro de 2014, Horner, McFarlane e Barnes receberam ordens judiciais de restrição, impedindo-os das atividades que levaram à sua condenação e da associação com Choudary.

## Respostas
Maajid Nawaz, ele próprio um muçulmano e chefe de uma organização anti-extremista, a Fundação Quilliam, advertiu que as patrulhas muçulmanas poderiam se tornar "muito mais perigosas", e se juntadas pelos jihadistas, poderiam até matar ou mutilar as pessoas. Um escritor do International Business Times sugeriu que esses "jovens muçulmanos radicais determinados a impor seus pontos de vista sobre conduta pública e moralidade" sentiam-se alienados do que consideram uma "sociedade exterior hostil e discriminatória", e recorreram à sua fé para forjar uma identidade separada.
Em resposta às "Patrulhas Muçulmanas", a organização de extrema-direita Britain First estabeleceu "Patrulhas Cristãs" em East London. As Patrulhas Cristãs supostamente andavam pela área em "veículos Landrover blindados" e distribuíam literatura marcada com uma cruz cristã vermelha. O líder cristão Rev. Alan Green, assim como o líder muçulmano Dilowar Khan, condenaram as patrulhas cristã e muçulmana.

## Documentários sobre as patrulhas de Londres
Em abril de 2014, dois documentários de notícias foram produzidos sobre as patrulhas da Sharia em andamento: seus respectivos apresentadores, Lama Hasan, da ABC News, e Alex Miller, do Vice News, acompanharam uma patrulha em ação. Alex Miller, refletindo sobre a diferença entre as evidências apresentadas pelos vídeos do Youtube e o que ele observou sobre a patrulha que ele acompanhou em torno de Ilford, ele comentou: "essa caminhada amigável pelo bairro era bem diferente do primeiro olhar do país sobre as patrulhas muçulmanas".
Entrevistado por Alex Miller, Abu Rumaysah disse: "Nós não reconhecemos a lei britânica. Nós acreditamos no Islã. Nós acreditamos na Sharia. E é isso que define nossos parâmetros para certo e errado".